# Mellomtjärnen, Västergötland
Mellomtjärnen är en sjö i Bollebygds kommun i Västergötland och ingår i Rolfsåns huvudavrinningsområde.